# لجنة المرأة اليهودية لإنهاء الاحتلال
لجنة المرأة اليهودية لإنهاء احتلال الضفة الغربية وقطاع غزة هي منظمة نسوية يهودية أمريكية مُناهضة للاحتلال الإسرائيلي للأراضي الفلسطينية، وتُطالب بإنهاء احتلال الضفة الغربية وقطاع غزة.

## لمحة تاريخية
تأسست منظمة لجنة المرأة اليهودية لإنهاء احتلال الضفة الغربية وقطاع غزة في مدينة نيويورك بالولايات المتحدة الأمريكية في 25 أبريل عام 1988 على يد ثلاث ناشطات نسويات، وهم إيرينا كليبفيس وكلير كينبيرج وغريس بالي، وبتشجيع من بعض الناشطات النسويات الامريكيات، وكان أبرزهم الناشطة النسوية الأمريكية اليهودية ليل مويد، والتي ساعدت أيضًا في تنظيم مقدمة فصل لوس أنجلوس من الأجندة اليهودية الجديدة.

## الأنشطة
نظمت لجنة المرأة اليهودية لإنهاء احتلال الضفة الغربية وقطاع غزة منذ تأسيسها 25 أبريل 1988 وقفات احتجاجية أسبوعية أمام مكاتب الجادة الخامسة لمؤتمر رؤساء المنظمات اليهودية الأمريكية الكبرى، كما وقفات احتجاجية أسبوعية خارج المنظمات اليهودية الأمريكية الكبرى وفي الأحياء اليهودية بالولايات المتحدة الأمريكية لإظهار معارضة النساء اليهوديات الأمريكيات للاحتلال الإسرائيلي للضفة الغربية وقطاع غزة. تعاونت اللجنة مع منظمات أخرى لتكوين كيانات مناهضة للاحتلال مثل تحالف المرأة الإسرائيلية ضد الاحتلال ونساء بالأسود. دعمت لجنة المرأة اليهودية لإنهاء احتلال الضفة الغربية وقطاع غزة المفاوضات السلمية بين دولة إسرائيل ومنظمة التحرير الفلسطينية لتسهيل حل الدولتين.

## أهم الأعضاء
حظيت لجنة المرأة اليهودية لإنهاء احتلال الضفة الغربية وقطاع غزة بعضوية عدد من الناشطات والمؤرخات والكاتبات والفنانات الأمريكيات كان أبرزهن المؤرخة الأمريكية أليس كيسلر-هاريس، والمورخة وكاتبة السير الأمريكية بلانش ويسن كوك، والكاتبة الأمريكية إستر برونر، والمغنية الأمريكية روني جيلبرت.

## الانتقادات
قوبلت لجنة المرأة اليهودية لإنهاء احتلال الضفة الغربية وقطاع غزة بانتقادات واسعة من بعض المنظمات والكيانات اليهودية الأخرى في الولايات المتحدة الأمريكية، ومع ذلك فقد صرحت إيرينا كليبفيس مؤسسة المنظمة أن اللجنة كانت أكثر نجاحًا على الرغم من كونها أقل شهرة مقارنة بالمجموعات النسوية اليهودية الأخرى المناهضة للاحتلال الإسرائيلي للأراضي الفلسطينية مثل منظمة دي فيلدي تشايس.